# PVH (virksomhed)
PVH Corp, tidligere kendt som Phillips-Van Heusen Corporation, er en amerikansk beklædningsvirksomhed, der ejer mærker som Van Heusen, Tommy Hilfiger, Calvin Klein, IZOD, Arrow, og licenser til mærker som Geoffrey Beene, BCBG Max Azria, Chaps, Sean John, Kenneth Cole New York, JOE Joseph Abboud, Michael Kors og Speedo (distnævner under en evig licens Speedo International til det nordamerikanske marked).
Det er delvist navngivet efter den hollandske immigrant John Manning Van Heusen, der i 1910 opfandt en ny proces til behandling af tekstil.